# Луїза Сімонсон
Луїза Сімонсон (англ. Louise Simonson; уроджена Мері Луїза Александер; нар. 26 вересня 1946) — американська авторка коміксів і редакторка. Вона найбільш відома своєю роботою над такими назвами коміксів, як «Конан-варвар», «Блок живлення», «X-Фактор», «Нові мутанти», "Супермен: Людина зі сталі " та «Сталь». Її часто називають «Візі». Серед персонажів коміксів, у створенні яких вона взяла участь, — Кейбл, Стіл, Пауер Пак, Ріктор, Думсдей і лиходій «Людей Ікс», Апокаліпсис.
На знак визнання її внеску в комікси ComicsAlliance включив Сімонсон до числа дванадцяти жінок-творчинь коміксів, які заслуговують визнання за заслуги в житті.

## Раннє життя та кар'єра
У 1964 році під час навчання в коледжі штату Джорджія Луїза познайомилася з однокурсником Джеффрі Кетрін Джонс. Вони почали зустрічатися і одружилися в 1966 році. Наступного року у них народилася дочка Юліанна. Після закінчення школи пара переїхала до Нью-Йорка. Луїза була моделлю художника Берні Райтсона для обкладинки коміксів DC House of Secrets № 92 (червень–липень 1971), де вперше з'явилася Болотяна Тварюка, і була найнята видавцем і дистриб'ютором журналів McFadden-Bartell, і пропрацювала там три роки. У цей час вони з Джонсом розлучилися, але вона продовжувала використовувати ім'я Луїза Джонс протягом кількох років після цього.
Луїза познайомилася з автором коміксів і художником Волтом Сімонсоном у 1973 році, почала зустрічатися в серпні 1974 року і вийшла заміж у 1980 році. З 1988 по 1989 рік вони співпрацювали над «Х-фактором» і разом знялися в епізодичній ролі в повнометражному фільмі «Тор» 2011 року.

## Кар'єра

### Редакторка коміксів
У 1974 році Джонс почала свою професійну кар'єру коміксів у видавництві Warren Publishing. Вона пройшла шлях від помічниці до старшої редакторки лінії коміксів (Creepy, Eerie та Vampirella), перш ніж покинути компанію наприкінці 1979 року.
У січні 1980 року Джонс приєдналася до Marvel Comics, де спочатку знову працювала редактором, особливо над «Дивовижними Людьми-Ікс», який вона редагувала майже чотири роки (№ 137 — 182), і «Конан Варвар» (№ 114 — 148). Сімонсон (як «Луїза Джонс») змонтувала ще один спін-офф «Людей Ікс», «Нові мутанти», який дебютував у 1983 році. Після того, як покинула серію, вона долучилася до «Камео» в "Нових мутантах " № 21, яку виконав художник Білл Сенкевич як гостя на вечірці. У цей період вона також редагувала комікси Marvel «Зоряні війни» та «Індіану Джонса».
У 2017 році вона редагувала графічний роман «Син Шаоліня» для Image Comics.

### Авторка коміксів
Наприкінці 1983 року Джонс залишила роботу редактора в Marvel, щоб спробувати свої сили в письменницькій роботі як Луїза Сімонсон. Вона створила нагороду Eagle Award Power Pack. Назва, яка дебютувала в серпні 1984 року, розповідала про пригоди чотирьох супергероїв-підлітків. Сімонсон написав більшість із перших сорока випусків назви, навіть розфарбував один випуск (№ 18). Інші її роботи в Marvel включають Starriors, Marvel Team-Up, Web of Spider-Man і Red Sonja. Луїза допомогла своєму чоловікові Волту Сімонсону розфарбувати його історію «Star Slammers» у графічному романі Marvel № 6 (1983).
У 1986 році Боб Лейтон, сценарист додаткового випуску «Людей Ікс» «Х-фактор», запізнювався на кінцевий термін, і Сімонсона покликали написати додатковий випуск для «Х-фактор». Це оповідання так і не було опубліковане, оскільки Лейтон зрештою здав його вчасно, але під час його написання Саймонсон надихнулася персонажами настільки, що принесла список своїх ідей редактору Бобу Гаррасу в надії, що Лейтон зможе використати їх для серіалу. Натомість незабаром Лейтон покинув X-Factor, і за пропозицією Кріса Клермонта та Енн Ноченті на заміну Гаррас обрав Сімонсон. У № 6, її першому випуску, вона та художник Джексон Ґайс представили Апокаліпсиса, персонажа, який продовжить неодноразово з'являтися у франшизі «Людей Ікс». З № 10 титулу до неї приєднався її чоловік Уолт Сімонсон на олівцях. У № 25 творці наділили персонажа, Ангела, блакитною шкірою та металевими крилами в процесі, який призвів до того, що він був перейменований на «Архангел». Саме за пропозицією Сімонсон ідею історії «Різнаини мутантів» письменника «Людей Ікс» Кріса Клермонта було перетворено на кросовер у всіх «Книгах Ікс» — перший у своєму роді. Її показ на X-Factor включав відповідні частини «Різнаини мутантів», а також наступні кросовери «Падіння мутантів», «Інферно» та «Порядок денний Х-Тінкшн». Вона завершила свою боротьбу за титул під номером 64 у 1991 році.
У 1987 році, починаючи з випуску № 55, вона стала сценаристкою «Нових мутантів». Подібно до «X-Фактора», її спочатку залучили як сценаристку, щоб Кріс Клермонт міг запустити дві інші назви, але в кінцевому підсумку протягом трьох з половиною років вона написала серіал, закінчивши з № 97 у 1991 році. Саме під час цієї серії вона та художник Роб Ліфельд представили Кейбла, ще одного важливого персонажа франшизи «Люди Ікс». У 1988–89 роках вона та її чоловік написали обмежену серію «Гавок і Росомаха: Зникнення», намальовану Джоном Дж. Мутом і Кентом Вільямсом.
У 1991 році Сімонсон почала творитидля DC Comics. Вона, художник Джон Богданов і редактор Майк Карлін запустили нову назву про Супермена, «Супермен: Людина зі сталі» — проєкт, який вона творила вісім років до № 86 у 1999 році. Вона брала участь у таких сюжетних лініях, як «Паніка в небі» в 1992 році. Пізніше в тому ж році Сімонсон (разом з Карліном, Деном Юргенсом, Роджером Стерном та іншими) була однією із головних архітекторів сюжетної лінії «Смерть Супермена», в якій Супермен помер і воскрес. Саме під час цієї сюжетної лінії в «Пригодах Супермена» № 500 (червень 1993) Сімонсон і Богданов представили свого персонажа Стіла, який отримав власний титул у лютому 1994 року, а Сімонсон була сценаристкою до № 31. Цей персонаж знявся в однойменному повнометражному фільмі з Шакілом О'Нілом у головній ролі в 1997 році. Саймонсон була однією із багатьох авторів та авторок, які працювали над одноразовим альбомом «Супермен: Весільний альбом» у 1996 році, де головний герой одружився з Лоїс Лейн.
У 1999 році Саймонсон повернулася до Marvel, щоб написати серію про чорнокнижника, в якій був персонаж з її попереднього серіалу «Нові мутанти». Того ж року вона написала міні-серіал «Ґалактус Пожирач», у якому Ґалактус тимчасово помер. У 2005 році вона написала оповідання про Маґнуса, робота-бійця для видавництва Ibooks, Inc. У 2007 році Сімонсон написала оповідання «Маг нових мутантів», яке увійшло до серії з чотирьох випусків під назвою «Містичні аркани». У 2009 році вона написала два випуски Marvel Adventures за участю Тора. Наступного року вона написала сценарій обмеженої серії з п'яти частин X-Factor Forever і возз'єдналася з Джун Бріґман для нової історії Power Pack у Girl Comics #3. Сімонсон також була співавторкою коміксу World of Warcraft, заснованого на багатомільйонній інтернет-грі, для Wildstorm, і історії манги, заснованої на всесвіті Warcraft, для Tokyopop. У 2011 році DC найняв Луїзу Сімонсон для написання сценарію DC Retroactive: Superman — The '90s, написаного її співавтором Джоном Богдановим у фільмі «Людина зі сталі».
Сімонсон написала розділ «П'ять хвилин» у коміксах Action Comics № 1000 (червень 2018) та дванадцятисерійний веб-комікс до анімаційного фільму «Смерть Супермена». У 2019 році вона написала два оповідання для DC Primal Age № 1 і знову об'єдналася з Джун Бріґман для одноразового твору Power Pack: Grow Up. У 2020 році вона написала сценарій комічної адаптації роману Лі Бардуго «Диво-жінка: войовниця», а також комікс, пов'язаний із фільмом «Диво-жінка 1984». Сімонсон повернулася до своїх робіт в X-Factor і New Mutants з новими історіями для X-Men Legends, написаних олівцем її чоловіком Волтом і опублікованих у 2021 і 2022 роках.
У квітні 2022 року Саймонсон та її чоловік були серед понад трьох десятків авторів коміксів, які зробили внесок у благодійну антологію Operation USA «Комікси для України: Насіння соняшника», проєкт, очолюваний редактором спеціальних проектів IDW Publishing Скоттом Данбіром, чиї прибутки будуть передані на допомогу українським біженцям, які постраждали внаслідок російського вторгнення в Україну в лютому 2022 року. Сімонсон об'єдналася з художницею Джун Бріґман, щоб створити оригінальну історію з новими персонажами, створеними спеціально для антології.

### Романістка
З 1993 по 2009 рік вона написала п'ять книжок із картинками та одинадцять романів для середнього читача, у багатьох із яких фігурували персонажі коміксів DC. Два романи YA, «Ліга Справедливості: Рукавичка» і «Ліга Справедливості: Дикі серцем» опубліковані Bantam Books, були засновані на мультфільмі про Лігу справедливості. Вона написала роман про Бетмена для дорослих і нехудожню серію коміксів DC Comics «Дівчата з обкладинки».

## Нагороди
- Eagle Award за Power Pack (1985)
- Нагорода коміксів Buyer's Guide за «Смерть Супермена» (1992)
- Inkpot Award за видатні досягнення в коміксах (1992)[41]

### Capstone Publishers
- Далекі казки: Білосніжка та сім роботів OGN (2015)

### Dark Horse Comics
- Зоряні війни: Річка Хаосу № 1–4 (1995)

### DC Comics
- Екшн-комікси №701, 1000, річний №6 (1994, 2018)
- Пригоди Супермена №500, 568-569, 571, щорічник №3 (1993-1999)
- Конвергенція Супермен: Людина зі сталі 1-2 (2015)
- DC Первісна епоха №1 (2019)
- DC Ретроактив: Супермен - 90-ті №1 (2011)
- Смерть Супермена №1-12 (веб-комікс) (2018)
- Смерть Супермена: Спеціальний випуск до 30-річчя №1 (2023)
- Детективні комікси №635-637, щорічник №4 (1991)
- Щорічник Судного дня №1 (1995)
- Нові Титани №87, 94-96, Щорічник №10 (1992-1994)
- Вітрина '96 №2 (1996)
- Сталь №1-3 5-16, 21-27, 29-31, №0, Щорічник №2 (1994-1996)
- Супердівчина/Лекс Лютер Спеціальний #1 (1993)
- Супермен 3-D №1 (1998)
- Супермен назавжди №1 (1998)
- Супермен Червоний/Супермен Синій №1 (1998)
- Супермен: Врятувати планету №1 (1998)
- Супермен: Людина зі сталі №1-56, 59-83, 86, №0, щорічник №2, 4, 6 (1991-1999)
- Супермен: Людина майбутнього №11-14 (1998-1999)
- Супермен: Весільний альбом №1 (1996)
- Диво-жінка №600 (2010)
- Диво-жінка 1984 №1 (з Анною Оброптою) (2020)
- Диво-жінка: Агент миру №8 (цифрова) (2020)
- Диво-жінка: Соловейко GN (2020)
- Диво-жінки світу GN (серед інших) (2021)
- Світ Warcraft №15-25 (2009-2010)

### Ibooks
- Маґнус, Робот-боєць № 1 (2005)

### IDW
- Пригоди ракетника № 4 (2012)
- Суперсекретна кризова війна № 1–6 (2014)
- Суперсекретна кризова війна! Codename: Kids Next Door одноразовий (2014)
- Суперсекретна кризова війна! Му та Ципа одноразовий (2014)
- Суперсекретна кризова війна! Дім Фостера для уявних друзів одноразовий (2014)
- Суперсекретна кризова війна! Похмурі пригоди Біллі та Менді одноразовий (2014)
- Суперсекретна кризова війна! Джонні Браво одноразовий (2014)

### Зображення
- Gen13 Bootleg № 4 (1997)
- Буря! № 1 (з Волтом Сімонсоном) (1995)

### Marvel Comics
- Читацькі пригоди з дивовижною Людиною-павуком №1 (промо) (1990)
- Дивовижна пригода на висоті №1 (1984)
- Щорічник дивовижної Людини-павука №19 (1985)
- Месники: Наймогутніші герої Землі №9 (2013)
- Месники: Початок №1 (промо) (2015)
- Капітан Америка зустрічає астматичного монстра №1 (промо) (1988)
- Війна хаосу: Люди Ікс №1 (2011)
- Фантастична четвірка №645, Щорічник 2000 (2015, 2000)
- Галактус: Пожирач №1-6 (1999-2000)
- Дівчачі комікси №3 (2010)
- Аварія Гавока та Росомахи №1-4 (1989)
- Герої надії: Люди Ікс у головних ролях №1 (1985)
- Залізний вік №3 (2011)
- Джин Грей №1-4 (2023)
- Життя Христа: Різдвяна історія №1-2 (1993-1994)
- Марвелівські пригоди: Супергерої №7, 11 (2009)
- Марвел Суперспецвипуск №38 (1985)
- Об'єднання команд Марвел №149-150, Щорічник №7 (1984-1985)
- Містичні аркани: Maґik №1 (2007)
- Нові Мутанти №55-80, 82-91, 93-97, Щорічник №4-6 (1987-1991)
- Блок живлення №1-20, 22-33, 35, 37, 39-41, святковий спецвипуск №1 (1984-1988, 1992)
- Блок живлення: Дорослішай №1 (2019)
- Руда Соня №8-13 (1985-1986)
- Сенсаційна Вона-Халк №29-30 (1991)
- Зачаровані №1-6 (1988)
- Людина-павук та Суперсімейка №1 (промо) (1984)
- Зоряні війни №1-4 (1984-1985)
- Чаклун №1-9 (1999-2000)
- Павутиння Людини-павука 1-3 (1985)
- X-Фактор №6-64, Щорічник №3, 5 (1986-1991)
- Х-Фактор назавжди №1-5 (2010)
- Люди Ікс: Чорне сонце №4 (2000)
- Люди Ікс: Золото №1 (2014)
- Люди Ікс: Легенди (X-Фактор) №3-4; (Нові мутанти) №11 (2021-2022)
- Люди Ікс: Термінатори №1-4 (1988-1989)

### Tokyopop
- Warcraft Legends № 5 (2009)

### Valiant
- Faith № 5–6 (2016)

### Virtual Comics
- The 6 #2–3 (1996)

### Warren Publishing
- Creepy № 101 (1978)
- Eerie № 81 (з Девідом Мішеліні), № 99 (1977—1979)

### Welsh Publishing Group
- Журнал Superman & Batman № 5 (1994)